# 巴热尔
巴热尔（法語：Bagert，法語發音：[baʒɛʁ]）是法国阿列日省的一个市镇，位于该省西北部，属于聖日龍區。

## 地理
巴热尔（43°4'40"N, 1°4'56"E）面积3.28 平方千米，位于法国奧克西塔尼大區阿列日省，该省份为法国西南部内陆省份，西部和北部与上加龙省接壤，东临奥德省，东南至东比利牛斯省接壤，南与安道尔和西班牙接壤。
与巴热尔接壤的市镇（或旧市镇、城区）包括：贝代耶、贝查特、梅尔瑟纳克、托里尼昂卡斯泰。

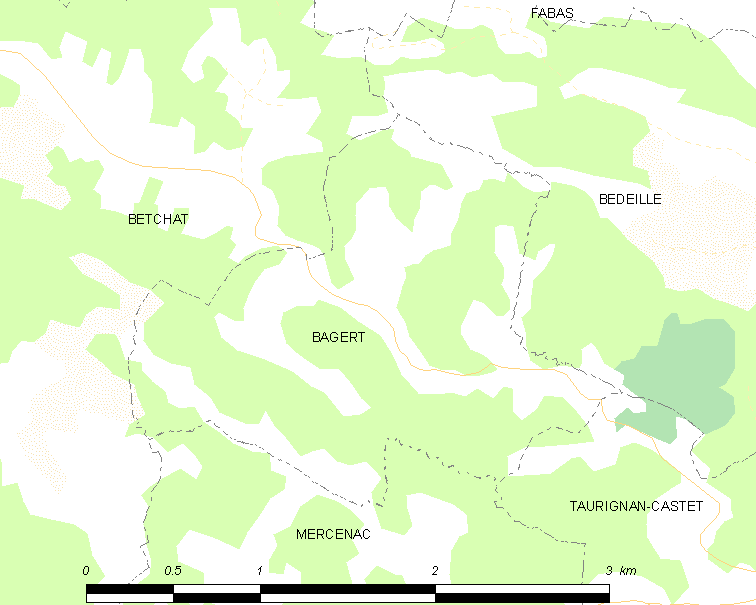
巴热尔的OSM定位图

巴热尔的时区为UTC+01:00、UTC+02:00（夏令时）。

## 行政
巴热尔的邮政编码为09230，INSEE市镇编码为09033。

## 政治
巴热尔所属的省级选区为库斯朗谷地县。

## 人口

1962-2008年间巴热尔人口变化图示

巴热尔于2022年1月1日时的人口数量为41人。